# بيير داي
بيير داي هو صحفي وسياسي بلجيكي، ولد في 24 يونيو 1892 في شيربيك في بلجيكا، وتوفي في 24 فبراير 1960 في بوينس آيرس في الأرجنتين. نشط حزبياً في حزب ركسست. وقد انتخب عضو مجلس النواب البلجيكي ‏.